# Distärkelsefosfat
Distärkelsefosfat är en stärkelseester som framställs av stärkelse som härstammar från bland annat potatis, vete eller majs. Stärkelsen modifieras till distärkelsefosfat, en ester av fosforsyra, med hjälp av olika kemiska processer. Distärkelsefosfat har E-nummer 1412.